# Trenque Lauquen (partido)
Trenque Lauquen (Partido de Trenque Lauquen) is een partido in de Argentijnse provincie Buenos Aires. Het bestuurlijke gebied telt 40.181 inwoners. Tussen 1991 en 2001 steeg het inwoneraantal met 13,82 %.

## Plaatsen in partido Trenque Lauquen
- Beruti
- Girodias
- La Carreta
- Treinta de Agosto
- Trenque Lauquen